# Fréderic Neyrat
Frédéric Neyrat, född 1968, är professor i komparativ litteratur, författare och filosof vid University of Wisconsin-Madison. Neyrat verkar även inom humanekologi och ansvarade för program vid Collège international de philosophie i Paris respektive var gästforskare vid Cornell's Society for the Humanities.  Neyrat är också redaktör vid tidskriften Multitudes and Lignes.